# Jakob d’Ester
Jakob d’Ester († im 19. Jahrhundert) war ein deutscher Unternehmer und preußischer Landrat des Landkreises Koblenz.

## Leben und Herkunft
Jakob d’Ester war Gutsbesitzer und Inhaber einer Schuhfabrik in Vallendar. In seiner Funktion als Kreisdeputierter wurde er vom 20. August 1829 bis zum 31. Oktober 1830 auftragsweise als Landrat des Landkreises Koblenz eingesetzt.